# Whisper 3 : La Chevauchée sauvage
Pour les articles homonymes, voir Whisper.
Série
Whisper 2
(2015) Whisper 4 : La Légende de la guerrière
(2019)
Pour plus de détails, voir Fiche technique et Distribution.
Whisper 3 : La Chevauchée sauvage (titre original : Ostwind – Aufbruch nach Ora) est un film allemand réalisé par Katja von Garnier, sorti en 2017.
Il s'agit de la suite de Whisper : Libres comme le vent sorti en 2013 et de Whisper 2 sorti en 2015. En France, les deux précédents films sont sortis directement en DVD. Il sort en vidéo en France en avril 2018.
Comme musique de fond pour accompagner les dernières scènes du film et le générique du film, il a été choisi la chanson Young as the Morning, Old as the Sea (en) du chanteur, auteur et compositeur anglais Passenger, sortie en 2016 dans l'album homonyme.

## Synopsis
Mika ne sait toujours pas exactement ce qu'elle cherche dans la vie et retourne au haras de Kaltenbach sans plus tarder. Avec son étalon Whisper, elle se rend en Andalousie, où elle veut trouver le légendaire village d'Ora, où Whisper a ses racines.
Dans le sud de l'Espagne, Mika fait la connaissance de Samantha, qui aide son père Pedro à s'occuper de la ferme équestre. Cependant, Pedro est en froid depuis des années avec sa sœur Tara, qui préfère vivre en liberté avec ses chevaux au lieu de les enfermer dans des box.
Quand une entreprise menace le paysage vierge, Mika a une idée brillante : la source légendaire d'Ora pourrait être sauvée grâce à une course de chevaux. Ils vont alors sauver le centre et Whisper va rester en Andalousie avec sa famille.

## Fiche technique
- Titre : Whisper 3
- Titre original : Ostwind 3
- Réalisation : Katja von Garnier assistée de Daniel Texter, Daniel Rillmann et Angel Pinar
- Scénario : Lea Schmidbauer (de)
- Musique : Annette Focks
- Direction artistique : Carola Gauster
- Costumes : Annina Goldfuß
- Photographie : Florian Emmerich
- Son : Petra Gregorzewski
- Montage : Tobias Haas (de)
- Production : Ewa Karlström, Andreas Ulmke-Smeaton (de)
- Société de production : Constantin Film, SamFilm (de)
- Société de distribution : Constantin Film
- Pays d'origine :  Allemagne
- Langue : allemand
- Format : Couleur - 1,66:1 - Dolby - 35 mm
- Genre : Aventure, drame
- Durée : 110 minutes
- Dates de sortie :
  -  Allemagne : 27 juillet 2017.

## Distribution
- Hanna Binke (de) (VF : Sophie Planet) : Mika Schwarz
- Lea van Acken : Samantha
- Amber Bongard (VF : Pascale Chemin) : Fanny
- Marvin Linke (de) : Sam
- Nicolette Krebitz : Tara
- Jannis Niewöhner (VF : Adrien Solis) : Milan
- Cornelia Froboess (VF : Marie Gamory) : Maria Kaltenbach
- Thomas Sarbacher (de) : Pedro
- Tilo Prückner (VF : Mathieu Rivolier) : M. Kaan
- Michele Oliveri : Le maire